# Delta unguiculatum
Delta unguiculatum é uma espécie de insetos himenópteros, mais especificamente de vespas, pertencente à família Vespidae.
A autoridade científica da espécie é Villers, tendo sido descrita no ano de 1789.
Trata-se de uma espécie presente no território português.